# ザック・マイナー
ザカリー・チャールズ・マイナー（Zachary Charles Miner, 1982年3月12日 - ）は、アメリカ合衆国ミズーリ州セントルイス出身の元プロ野球選手（投手）。右投右打。

## 経歴
2000年のMLBドラフト4巡目（全体106位）でアトランタ・ブレーブスから指名され、プロ入り。
2005年7月31日にカイル・ファーンズワースとのトレードで、ロマン・コローンと共にデトロイト・タイガースへ移籍した。翌2006年6月4日にメジャーデビュー。昇格直後から先発・リリーフともにこなし、最終的に7勝を挙げてチームのアメリカンリーグ優勝に貢献した。
その後、カンザスシティ・ロイヤルズ傘下、タイガース傘下を経て2013年にフィラデルフィア・フィリーズへ移籍したが、この年がメジャーでプレーした最後のシーズンとなった。

## 詳細情報

### 背番号
- 31（2006年 - 2009年）
- 45（2013年）
- 50（2014年）